# Giro d'Italia de 1928
Giro d'Italia de 1928 foi a décima sexta edição da prova ciclística Giro d'Italia (Corsa Rosa), realizada entre os dias 12 de maio e 3 de junho de 1928.
A competição foi realizada em 12 etapas com um total de 3.044 km.
O vencedor foi o ciclista Alfredo Binda. Largaram 298 competidores cruzaram a linha de chegada 126 corredores.